# Daniel Libeskind
Daniel Libeskind   (Łódź, 12 de maig de 1946) és un arquitecte, artista, professor i dissenyador de sets polonès-americà. Libeskind va fundar Studio Daniel Libeskind el 1989 amb la seva dona, Nina, i és el seu principal arquitecte de disseny.
És conegut pel disseny i la finalització del Museu Jueu a Berlín, Alemanya, que es va obrir el 2001.